# Cumberland Gap
Cumberland Gap ist der Name eines auf 488 Meter Höhe gelegenen Gebirgspasses in den Cumberland Mountains, einer Bergkette der Appalachen. Berühmt wurde er im 18. und 19. Jahrhundert als Hauptweg der weißen Siedler ins Landesinnere Nordamerikas. Der Pass war Teil der Wilderness Road, einem ehemaligen Indianerpfad, den Daniel Boone mit 35 Männern erweiterte.

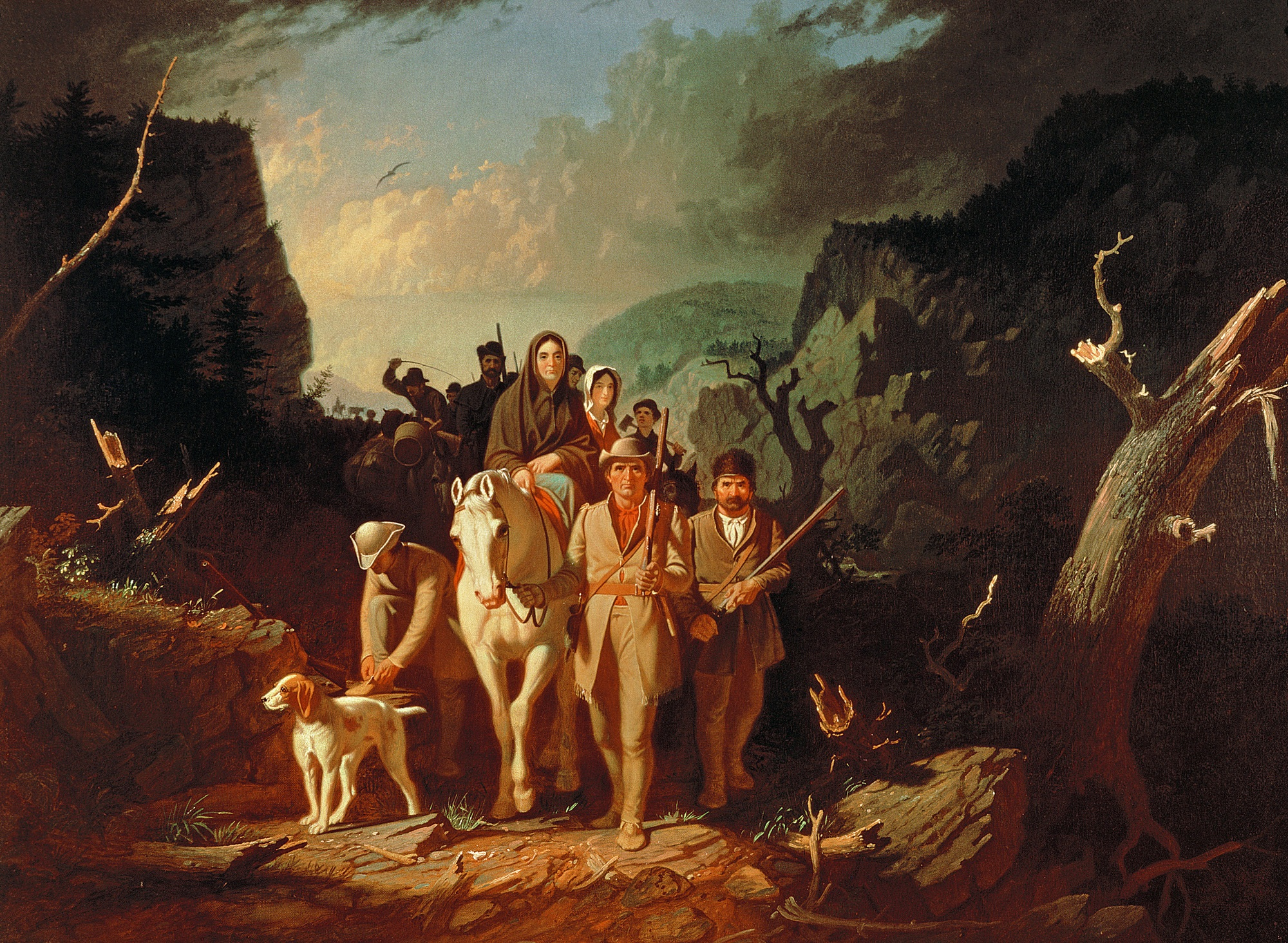
Daniel Boone Escorting Settlers Through the Cumberland Gap, Historienbild von George Caleb Bingham, 1851/1852

Der Pass wurde nach William Augustus, Duke of Cumberland benannt, dem Sieger in der Schlacht von Culloden, nach dem auch einige Orte in Nordamerika benannt wurden. Der Pass wechselte viermal während des amerikanischen Bürgerkrieges den Besatzer. Im Jahr 1864 nutzte General Ulysses S. Grant die Wilderness Road und den Cumberland Gap beim Feldzug gegen Tennessee. Grant soll sinngemäß gesagt haben: „Mit zwei Brigaden am Cumberland Gap könnte ich den Pass gegen die Armee halten, die Napoleon nach Moskau geführt hat.“
Heute ist der Cumberland Gap ein National Historical Park, und Teile der Wilderness Road können im Wilderness Road State Park in Virginia besichtigt werden.

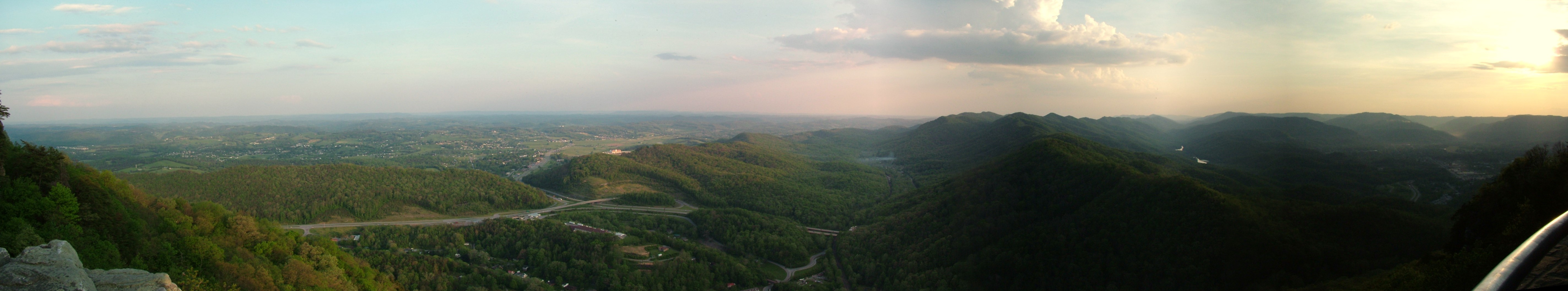
Panoramablick (Bildmitte: Südosten) vom Pinnacle Overlook im Cumberland Gap National Historic Park, die Cumberland Gap rechts am Bildrand mit Middlesboro im Hintergrund